# Anne Northup
Anne Meagher Northup (ur. 22 stycznia 1948) – amerykańska polityk związana z Partią Republikańską. Od 1997 do 2007 roku była przedstawicielką pierwszego okręgu wyborczego stanu Kentucky w Izbie Reprezentantów.